# Bogsch László
Bogsch László (Vajdahunyad, 1906. szeptember 28. – Budapest, 1986. február 19.) geológus, paleontológus.

## Életrajza
Bogsch László 1906. szeptember 28-án született Erdélyben, a Hunyad megyei Vajdahunyadon. A budapesti tudományegyetemen 1929-ben szerzett természetrajz–kémia szakos tanári és bölcsészdoktori oklevelet, majd 1939-ben magántanári képesítést. 1928-1929 között a szegedi Ferenc József Tudományegyetem tanársegéde, majd 1929-től 1938-ig a budapesti Pázmány Péter Tudományegyetem, illetve az ELTE TTK Földtani Intézet tanársegéde; közben 1936–1937 között Bécsben és Berlinben volt ösztöndíjas vendégkutató; az ELTE egyetemi adjunktusa 1938–tól 1946-ig és 1939–1946 között magántanára, 1946–1955-ig intézeti tanára, 1955–1958 között egyetemi docense, majd 1958. november 17–től 1973. június 30-ig egyetemi tanára és 1955–1973 között tanszékvezetője.
Budapesten, 1986. február 19-én érte a halál. Sírja a Farkasréti temetőben található.

## Munkássága
Harmadkori miocén és oligocén rétegtannal foglalkozott, a miocén malakológia és sztratigráfia nemzetközileg is kiemelkedő tudósa volt. Feldolgozta a budapesti tudományegyetem őslénytani Intézetének történetét, gyűjtötte a tudományterület kimagasló hazai személyiségeinek életrajzait. 1926-ban kezdeményezője volt az önálló Magyar Barlangkutató Társulat megalakításának és ugyancsak 1926-ban az első, Magyarországon megtartott Nemzetközi Barlangtani Konferencia szervezésének. Az 1945 után újrainduló magyarországi barlangkutatás vezetője lett. Több tudomány-népszerűsítő könyvet fordított és szerkesztett.
1963–1966 között tagja volt a Magyar Tudományos Akadémia Földtani Bizottságának és elnöke a Magyarhoni Földtani Társulat őslénytani Szakosztályának, 1981–1985 között a Tudománytörténeti Szakosztály elnökhelyettese. 1974–1986 között pedig Magyar Karszt- és Barlangkutató Társulat tiszteletbeli elnöke.

## Főbb művei
- A csákvári Báracháza hipparionjai. (Földtani Közlöny, 1928; németül is)
- Adatok a kiscelli agyag újlaki és pasaréti feltárásainak ismeretéhez. 1 táblával. Egy. doktori értek. (Budapest, 1929)
- A nógrádszakáli tufás márga faunájának kora. (Mathematikai és Természettudományi Értesítő, 1935)
- Tortonien fauna Nógrádszakálról. 2 táblával. (A Magyar Királyi Földtani Intézet Évkönyve, 1936)
- Geológiai séta a Balaton környékén. (Búvár, 1938)
- A Sámsonháza környéki miocén üledékek földtani és őslénytani viszonyai. – A Buják–Szirák közötti, valamint a Mátraszőlős környéki kövületlelőhelyek földtani viszonyai. (A Magyar Királyi Földtani Intézet évi jelentése, 1939)
- Adatok az Ervilia pusilla és az Ervilia miopusilla fajok ismeretéhez. 1 táblával. (Mathematikai és Természettudományi Értesítő, 1939; németül: Neues Jahrbuch für Mineralogie, Geologie und Paläontologie, 1939)
- A Föld harmadkora. (Budapest, 1939)
- Halmaradványok a mezőségrétegekből. (Földtani Közlöny, 1941)
- A művészetben alkalmazható erdélyi kőzetek. (Természettudományi Közlöny, 1943)
- Homokos faciesű tortonai fauna a Mátraverebély melletti szentkúti kolostor környékéről. 5 táblával. (A Magyar Királyi Földtani Intézet Évkönyve, 1943)
- Földünk története. (Kincsestár. A Magyar Szemle Társaság Kis Könyvtára. Budapest, 1943)
- A Föld kialakulása és fejlődése. (Tudósok a dolgozóknak 5. 1–2. kiad. Budapest, 1948)
- A Kárpát-medence fejlődéstörténete és földtani felépítésének vázlata. (Országos Földrengésvizsgáló Intézet Kiadványai. C. 6. Budapest, 1948)
- Ismerd meg a világot! Összeállítás Hahn Gézával. (Tudósok a dolgozóknak 11. Budapest, 1949)
- A magyar föld története. 1 térképmelléklettel. Ill. Pozmanné Kovács Magdolna. (Budapest, 1953)
- Az egysejtűtől az emberig. (Útmutató a TIT előadói számára. Bp., 1954)
- Őslénytani munkamódszereink hiányossága. (Földtani Közlöny, 1957)
- Ősmaradványok gyűjtése. (Földrajzi zsebkönyv. Budapest, 1960)
- Az oligocén–miocén elhatárolás bizonytalansága az egri fauna tükrében. (Földtani Közlöny, 1961)
- Az élővilág kialakulása és fejlődéstörténete. (Világosság, 1961)
- Új adatok a lábasfejűek élettörténetéhez. (Élővilág, 1962)
- Az élővilág fejlődéstörténete. Kiszely Györggyel, Kretzoi Miklóssal. (A természet világa. Budapest, 1964)
- Biosztratigráfiai kérdések szerepe a geológiában. (Budapest, 1966)
- Általános őslénytan. Egyetemi tankönyv. (Budapest, 1968; 2. kiadás 1970)
- Böckh Hugó élete és munkássága az őslénytan és a sztratigráfia területén. (Földtani Közlöny, 1976)
- Vendel Miklós életének budapesti vonatkozásai. (A Nehézipari Műszaki Egyetem Közleményei. I. sorozat. Bányászat, 1978)
- Visszaemlékezés. (Karszt és Barlang, 1980)
- A budapesti tudományegyetem őslénytani Intézetének száz esztendős története. (Földtani Közlöny, 1982)
- Szemelvények az őslénytan magyarországi történetéből a felszabadulásig. (Földtani Tudománytörténeti Évkönyv, 1982)
- Hantken Miksa jelentősége a magyar bányászat, földtan és őslénytan fejlesztésében. (Bányászati és Kohászati Lapok. Bányászat, 1982)